# The Five Stairsteps

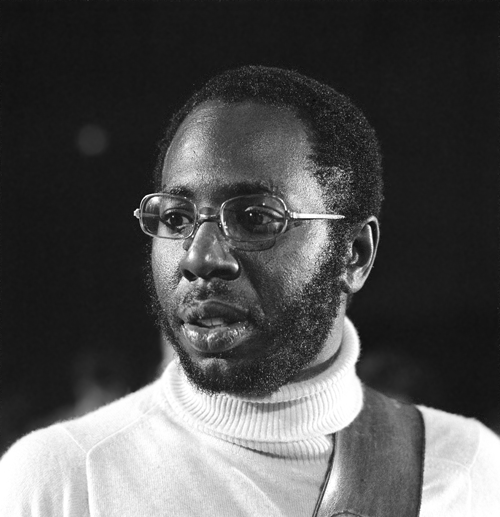
Produzent Curtis Mayfield (1972)

The Five Stairsteps, später auch 5 Stairsteps & Cubie, Staisteps und The Invisible Man’s Band, war eine amerikanische Gesangsgruppe, die in den 1960er Jahren in Chicago/Illinois gegründet wurde.

## Bandgeschichte
Die Familie Burke (Aloha, Clarence, James, Dennis, Kenneth Michael und später noch Cubie) begann bereits Anfang der 1960er Jahre, zunächst als Quintett, zu singen und war damit Vorläufer einer ganzen Reihe von amerikanischen Familienbands, wie zum Beispiel The Osmonds oder The Jackson Five.
Als die Gruppe einen Talentwettbewerb im Regal Theater in Chicago gewann, wurde Curtis Mayfield auf sie aufmerksam. Dieser war zu der Zeit Leadsänger und Songwriter bei The Impressions und zudem Produzent. Mayfield war von den Geschwistern so begeistert, dass er sie sofort unter seine Fittiche nahm und betreute. Er produzierte für die Formation eine ganze Reihe von R&B-Songs, darunter You Waited Too Long (1966), Danger! She’s a Stranger (1967), A Million to One (1968) und Stay Close to Me (1969), die sich in den Billboard R&B-Charts platzierten.
Den größten Hit in den Popcharts hatten The Five Stairsteps 1970, nachdem sie den Produzenten wechselten. Stan Vincent schrieb und produzierte den Song O-o-h Child, der nicht nur in die Top 10 der Billboard Hot 100 kam, sondern auch ein Millionenseller wurde. Bis 1983 folgten noch einige kleinere Hits. Mit From Us to You (als Stairsteps, 1976) und All Night Thing (als The Invisible Man’s Band, 1980) gelangen der Gruppe nochmals Top-10-Platzierungen in den R&B-Charts. Sänger James Burke starb im Februar 2021 im Alter von 70 Jahren.

## Diskografie

### Studioalben
| Jahr | Titel                    | Höchstplatzierung, Gesamtwochen, AuszeichnungChartplatzierungen (Jahr, Titel, Platzierungen, Wochen, Auszeichnungen, Anmerkungen) | Höchstplatzierung, Gesamtwochen, AuszeichnungChartplatzierungen (Jahr, Titel, Platzierungen, Wochen, Auszeichnungen, Anmerkungen) | Anmerkungen                                                 |
| Jahr | Titel                    | US | R&B | Anmerkungen                                                 |
| ---- | ------------------------ | --- | --- | ----------------------------------------------------------- |
| 1967 | The Five Stairsteps      | US139 (4 Wo.)US | R&B8 (13 Wo.)R&B | Erstveröffentlichung: Februar 1967                          |
| 1968 | Our Family Portrait      | US195 (3 Wo.)US | R&B20 (8 Wo.)R&B | Erstveröffentlichung: Januar 1968 als 5 Stairsteps & Cubie  |
| 1969 | Love’s Happening         | US198 (2 Wo.)US | R&B22 (10 Wo.)R&B | Erstveröffentlichung: April 1969 als 5 Stairsteps & Cubie   |
| 1970 | Stairsteps               | US83 (12 Wo.)US | R&B12 (20 Wo.)R&B | Erstveröffentlichung: Mai 1970 als Stairsteps               |
| 1976 | 2nd Resurrection         | — | R&B37 (8 Wo.)R&B | Erstveröffentlichung: März 1976 als Stairsteps              |
| 1980 | The Invisible Man’s Band | US90 (14 Wo.)US | R&B19 (17 Wo.)R&B | Erstveröffentlichung: Mai 1980 als The Invisible Man’s Band |

Weitere Studioalben
- 1971: Stairsteps
- 1981: Really Wanna See You (als The Invisible Man’s Band)

### Kompilationen
| Jahr | Titel                | Höchstplatzierung, Gesamtwochen, AuszeichnungChartplatzierungen (Jahr, Titel, Platzierungen, Wochen, Auszeichnungen, Anmerkungen) | Höchstplatzierung, Gesamtwochen, AuszeichnungChartplatzierungen (Jahr, Titel, Platzierungen, Wochen, Auszeichnungen, Anmerkungen) | Anmerkungen                                        |
| Jahr | Titel                | US | R&B | Anmerkungen                                        |
| ---- | -------------------- | --- | --- | -------------------------------------------------- |
| 1970 | Step by Step by Step | US199 (2 Wo.)US | R&B47 (4 Wo.)R&B | Erstveröffentlichung: Dezember 1970 als Stairsteps |

Weitere Kompilationen
- 1971: Stay Close to Me
- 1985: The Best of the Five Stairsteps
- 1990: Comeback: The Best of the 5 Stairsteps
- 1994: Step by Step by Stairsteps: Greatest Hits Featuring Keni Burke
- 2001: The First Family of Soul: The Best of the Five Stairsteps
- 2011: The Complete Curtis Mayfield Years
- 2014: Our Family Portrait / Stairsteps

### Singles
| Jahr | Titel Album                                  | Höchstplatzierung, Gesamtwochen, AuszeichnungChartplatzierungen (Jahr, Titel, Album, Platzierungen, Wochen, Auszeichnungen, Anmerkungen) | Höchstplatzierung, Gesamtwochen, AuszeichnungChartplatzierungen (Jahr, Titel, Album, Platzierungen, Wochen, Auszeichnungen, Anmerkungen) | Anmerkungen |
| Jahr | Titel Album                                  | US | R&B | Anmerkungen |
| ---- | -------------------------------------------- | --- | --- | --- |
| 1966 | You Waited Too Long The Five Stairsteps      | US94 (2 Wo.)US | R&B16 (10 Wo.)R&B | Erstveröffentlichung: März 1966 Autoren: Clarence Burke, Gregory Fowler                                                      |
| 1966 | World of Fantasy The Five Stairsteps         | US49 (8 Wo.)US | R&B12 (10 Wo.)R&B | Erstveröffentlichung: Juli 1966 Autoren: Clarence Burke, Gregory Fowler                                                      |
| 1966 | Come Back The Five Stairsteps                | US61 (6 Wo.)US | R&B15 (9 Wo.)R&B | Erstveröffentlichung: Oktober 1966 Autoren: Clarence Burke, Gregory Fowler                                                   |
| 1967 | Danger! She’s a Stranger The Five Stairsteps | US89 (5 Wo.)US | R&B16 (8 Wo.)R&B | Erstveröffentlichung: Dezember 1966 Autoren: Curtis Mayfield, Clarence Burke, Gregory Fowler                                 |
| 1967 | Ain’t Gonna Rest (Till I Get You) –          | US87 (2 Wo.)US | R&B37 (5 Wo.)R&B | Erstveröffentlichung: März 1967 Autoren: Clarence Burke, Clarence Burke Sr.                                                  |
| 1967 | Oooh, Baby Baby The Five Stairsteps          | US63 (6 Wo.)US | R&B34 (7 Wo.)R&B | Erstveröffentlichung: März 1967 Autoren: Warren Moore, Smokey Robinson Original: The Miracles, 1965                          |
| 1967 | Something’s Missing Our Family Portrait      | US88 (6 Wo.)US | R&B17 (8 Wo.)R&B | Erstveröffentlichung: November 1967 als 5 Stairsteps & Cubie Autoren: Clarence Burke, Clarence Burke Sr.                     |
| 1968 | A Million to One Our Family Portrait         | US68 (6 Wo.)US | R&B28 (7 Wo.)R&B | Erstveröffentlichung: Januar 1968 als 5 Stairsteps & Cubie Autor: Phil Medley Original: Jimmy Charles & the Revelletts, 1960 |
| 1968 | The Shadow of Your Love –                    | US94 (1 Wo.)US | — | Erstveröffentlichung: März 1968 als 5 Stairsteps & Cubie feat. Clarence Jr. Autor: Ted Daryll                                |
| 1968 | Don’t Change Your Love Love’s Happening      | US59 (9 Wo.)US | R&B15 (9 Wo.)R&B | Erstveröffentlichung: August 1968 als 5 Stairsteps & Cubie Autor: Curtis Mayfield                                            |
| 1968 | Stay Close to Me Love’s Happening            | US91 (2 Wo.)US | — | Erstveröffentlichung: Oktober 1968 als 5 Stairsteps & Cubie Autor: Curtis Mayfield                                           |
| 1969 | Baby Make Me Feel So Good Love’s Happening   | — | R&B12 (9 Wo.)R&B | Erstveröffentlichung: Januar 1969 als 5 Stairsteps & Cubie Autor: Curtis Mayfield                                            |
| 1969 | Madame Mary –                                | — | R&B38 (2 Wo.)R&B | Erstveröffentlichung: Juli 1969 als 5 Stairsteps & Cubie Autor: Curtis Mayfield                                              |
| 1969 | We Must Be in Love Step by Step by Step      | US88 (3 Wo.)US | R&B17 (7 Wo.)R&B | Erstveröffentlichung: September 1969 als 5 Stairsteps & Cubie Autor: Curtis Mayfield                                         |
| 1970 | Dear Prudence Stairsteps (1970)              | US66 (8 Wo.)US | R&B49 (3 Wo.)R&B | B-Seite von O-o-h Child Autoren: John Lennon, Paul McCartney Original: The Beatles, 1968                                     |
| 1970 | O-o-h Child Stairsteps (1970)                | US8 Gold · (16 Wo.)US | R&B14 (19 Wo.)R&B | Erstveröffentlichung: Februar 1970 · Autor: Stan Vincent; UK: Silber                                                         |
| 1970 | Because I Love You Stairsteps (1970)         | US86 (1 Wo.)US | — | Erstveröffentlichung: September 1970 Autor: Clarence Burke Jr.                                                               |
| 1970 | America-Standing –                           | US83 (2 Wo.)US | — | B-Seite von Because I Love You Autoren: A. J. Edmonton, J. Kay, N. St. Nicholas, L. Byron, Stan Vincent                      |
| 1971 | Didn’t It Look So Easy Stairsteps (1971)     | US81 (6 Wo.)US | R&B32 (6 Wo.)R&B | Erstveröffentlichung: Januar 1971 als Stairsteps Autor: Al Martin                                                            |
| 1972 | I Love You – Stop Stairsteps (1971)          | — | R&B40 (5 Wo.)R&B | Erstveröffentlichung: Dezember 1971 als Stairsteps Autoren: Bobby Flax, Lanny Lambert                                        |
| 1976 | From Us to You 2nd Resurrection              | — | R&B10 (17 Wo.)R&B | Erstveröffentlichung: 3. Dezember 1975 als Stairsteps Autoren: Keni Burke, Clarence Burke Jr.                                |
| 1980 | All Night Thing The Invisible Man’s Band     | US45 (10 Wo.)US | R&B9 (22 Wo.)R&B | Erstveröffentlichung: März 1980 als The Invisible Man’s Band Autor: Clarence Burke                                           |
| 1982 | Really Wanna See You                         | — | R&B79 (4 Wo.)R&B | Erstveröffentlichung: Februar 1982 als The Invisible Man’s Band Autoren: Alex Masucci, Clarence Burke                        |
| 1983 | Sunday Afternoon –                           | — | R&B77 (7 Wo.)R&B | Erstveröffentlichung: August 1983 als The Invisible Man’s Band Autoren: Clarence Burke and the Invisible Man                 |

Weitere Singles
- 1966: Don’t Waste Your Time
- 1967: The Touch of You
- 1968: Look of Love (Aloha Burke with the Five Stairsteps)
- 1969: Little Young Lover
- 1971: Snow (als Stairsteps)
- 1971: Stay Close to Me (als Stairsteps)
- 1972: Hush Child (als Stairsteps)
- 1972: Every Single Way (als Stairsteps)
- 1975: Pasado
- 1976: Tell Me Why (als Stairsteps)
- 1980: X-Country (Flamin’ Hot) (als The Invisible Man’s Band)
- 1980: 9 X’s Out of Ten
- 1981: Rated X (als The Invisible Man’s Band)